# Churro

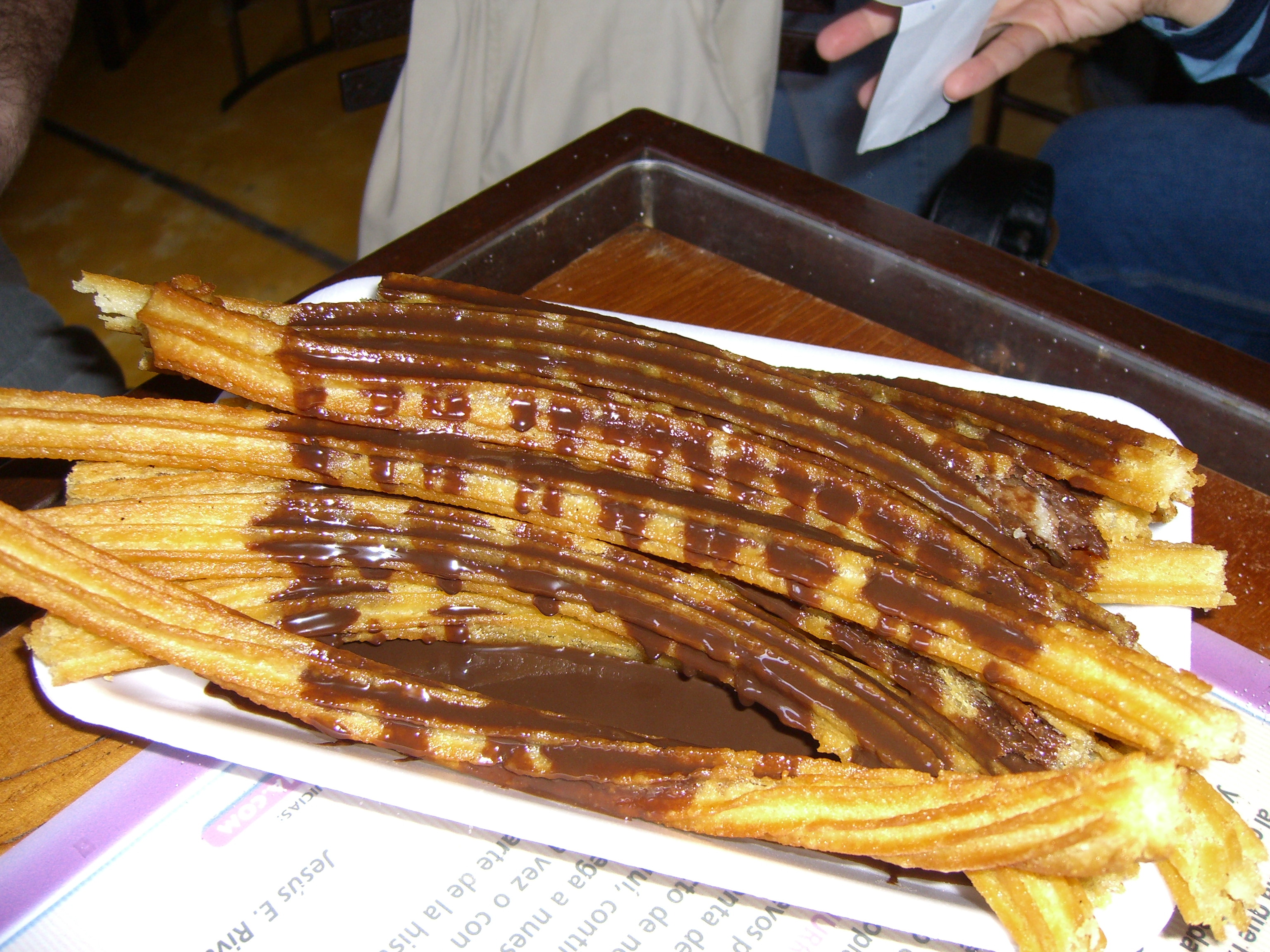
Churros polité čokoládou

Churro (výslovnost [ˈtʃuro]) nebo množným číslem churros, krajově také tejeringos, porras nebo calientes, je pečivo podobné koblihám, rozšířené na Pyrenejském poloostrově a v Latinské Americe. Připravuje se z prosáté pšeničné mouky, vody, olivového nebo slunečnicového oleje, cukru  a soli, které se zpracují na odpalované těsto. Těstem se naplní válec s pístem a tryskou zvaný churrero a z něj se vytlačují tyčinky nebo spirály s hvězdicovitým průřezem, které se rychle osmaží na rozpáleném oleji do zlatova. Podélné vroubky zvyšují poměr povrchu k objemu a usnadňují tak prosmažení. Daly také jídlu jméno, protože připomínají rohy ovce plemene churra.
Churros se konzumují horké a křupavé, obalené v cukru se skořicí, případně polité čokoládou či karamelem nebo plněné krémem dulce de leche. Obvykle se podávají s horkou čokoládou, bílou kávou nebo mexickým kukuřičným nápojem champurrado, do kterých si strávníci jednotlivé kousky pečiva namáčejí. Churros jsou tradičním zimním pokrmem, oblíbeným jako pohoštění u novoroční snídaně nebo vůbec po probdělé noci. Prodávají se také čerstvě připravené u pouličních stánků nebo ve specializovaných restauracích churrerías.
Podle legendy pochází churro z čínského pokrmu jou-tchiao a do Evropy je přinesli portugalští námořníci. Díky nenáročnosti na suroviny a rychlé přípravě na otevřeném ohni si je oblíbili zejména pastevci.